# ميا براونيل
ميا براونيل (بالإنجليزية: Mia Brownell)‏ هي رسامة أمريكية، ولدت في 1971 في شيكاغو في الولايات المتحدة.